# Leptotyphlops undecimstriatus
Leptotyphlops undecimstriatus är en kräldjursart som beskrevs av  Hermann Schlegel 1839. Leptotyphlops undecimstriatus ingår i släktet Leptotyphlops och familjen Leptotyphlopidae. Inga underarter finns listade i Catalogue of Life.